# Задгранично представителство на ВМОРО и ВМРО
Задграничното представителство е организационен институт на Вътрешната македоно-одринска революционна организация и по-късно на Вътрешната македонска революционна организация. Създаден е на Солунския конгрес на ВМОРО през 1896 година, с цел да поддържа връзка с чужди представители и да ги информират за положението в Македония и Одринска Тракия. Представителството се наема да изгради и ръководи погранични пунктове, по които да се прехвърлят оръжие, литература и чети. Институтът се установява в София и действа успоредно с Централния комитет на ВМОРО и ВМРО, като до 1924 година се назначава от него. Институтът е закрит на Седмия конгрес на ВМРО в 1928 година.

## ВМОРО

### 1896 – 1902
За първи задгранични представители са избрани Гоце Делчев – от края на 1896 и Гьорче Петров – от март 1897 година. Представителството в България поддържа добри отношения с Върховния македоно-одрински комитет на Борис Сарафов, но влиза в разногласие с оглавилите ВМОК през 1901 година Стоян Михайловски и Иван Цончев. През 1899 Гоце Делчев създава и Четническия институт, като редовно изпраща български военни като войводи във вътрешността на Македония. През 1901 година Димитър Стефанов и Туше Делииванов са избрани от Централния комитет в Солун за задгранични представители на ВМОРО в София.

### 1902 – 1904
Христо Татарчев и Христо Матов създават и оглавяват „Благодетелно братство за подпомагане на пострадалите в Македония и Одринско“, което е легалната страна на Задграничното представителство. Те приемат и взетото решение за всеобщо въстание на Солунския конгрес на ВМОРО от 1903 година. Преди началото Илинденско-Преображенското въстание задграничното представителство се наема да изпраща оръжие, да координира седемте революционни окръзи, да подготви българската общественост, политически елит и княз Фердинанд I. След потушаването на въстанието Христо Татарчев и Христо Матов подпомагат приемането на бежанци от България и издават „Мемоар на Вътрешната организация“, връчен на чуждестранните дипломати По това време секретар на института е Атанас Ников
На 14 март 1904 година Васил Чекаларов, Борис Сарафов и други създават Временен комитет, целящ да замени Задграничното представителство на ВМОРО, но през 1905 година различията изчезват и комитетът се саморазпуска. Същата година Лука Групчев е включен в ЗП на ВМОРО.

### 1905 – 1907
Мандатът на задграничното представителство на Татарчев и Матов изтича на 1 януари 1905 година. На Рилския конгрес на ВМОРО Гьорче Петров, Димитър Стефанов и Петър Попарсов са избрани за членове на Задграничното представителство. През 1906 година Сярската група проваля насрочения конгрес след смъртта на Даме Груев. Въпреки това, на съвещателно заседание на 23 декември 1906 година в София 23 делегати гласуват Борис Сарафов, Иван Гарванов и Христо Матов да оглавят ново временно задгранично представителство на ВМОРО. В отговор санданистът Тодор Паница убива през 1907 година Борис Сарафов и Иван Гарванов, като Христо Матов оцелява по случайност. Тодор Александров заема длъжността касиер по нареждане на Христо Матов.

### 1908 – 1919
На Кюстендилски конгрес на ВМОРО от 1908 година за членове на Задграничното представителство в София са избрани Христо Матов, Михаил Дорев и Апостол Грежов, а за допълнителни членове доктор Христо Татарчев, Пейо Яворов и Христо Силянов. Силното централизиране на организацията намалява влиянието на представителството, а след Младотурската революция то на практика преустановява дейността си.
След възстановяването на организацията в 1910 година за задгранични представители са избрани Тодор Лазаров и Павел Христов. През 1915 година са избрани нови двама членове на представителството – Петър Кушев и Димитър Точков.

## ВМРО

### 1919 – 1924
След възстановяването на ВМРО от Тодор Александров се възобновява и дейността на Задграничното представителство, втори по важност орган на организацията след Централния комитет. За членове са избрани Георги Баждаров, Наум Томалевски и Кирил Пърличев, като дейността им основно включва пропаганда сред западните общества и ОН на македонското революционно движение.
На конгреса в Сърбиново през февруари 1925 година с гласуване за членове са преизбрани Кирил Пърличев, Георги Баждаров и Наум Томалевски. Като резервни представители на Задграничното представителство са избрани Тома Карайовов, Йордан Бадев и Ангел Узунов. Заедно с членовете на ЦК на ВМРО Иван Михайлов, Георги Попхристови Александър Протогеров, и заместник членовете Петър Шанданов, Йордан Гюрков и Никола Василев образуват един висш съвет на ВМРО.

### Прекратяване на дейността
На конгреса в Крупник през 1928 година е решено организацията допълнително да се централизира и затова Задграничното председателство отпада като институция във ВМРО.